# 邁恩羅爾斯萊德 (加利福尼亞州)
邁恩羅爾斯萊德（英語：Mineral Slide）是位於美國加利福尼亞州比尤特縣的一個非建制地區。該地的面積和人口皆未知。

## 地理
邁恩羅爾斯萊德的座標為39°47′07″N 121°37′12″W / 39.78528°N 121.62000°W，而該地的平均海拔高度為335米（即1099英尺）。